# Archibald Macdonald (homme politique prince-édouardien)
Pour les articles homonymes, voir Archibald Macdonald et Macdonald.
Archibald John Macdonald (10 octobre 1834-18 août 1917) est un homme politique canadien de l'Île-du-Prince-Édouard. Il est député provincial conservateur de la circonscription prince-édouardienne 5e Kings de 1873 à 1876 et de 1879 à 1912.
Il est membre du conseil exécutif de 1873 à 1876 et également en 1883.

## Biographie
Né à Panmure Island sur l'Île-du-Prince-Édouard, Macdonald étudie à Georgetown et à la Central Academy (maintenant Collège Prince of Wales) de Charlottetown. Il entre en affaire avec ses frères Andrew Archibald et Augustine Colin. Juge de paix et collecteur de douane à Georgetown, il est aussi agent consulaire auprès des États-Unis. 
Macdonald meurt à Georgetown en août 1917 à l'âge de 72 ans.